# Dofollow
dofollow是HTML的一个属性，默认情况下，所有链接都是dofollow链接，除非被手动修改为nofollow链接或由网站设置自动更改。搜索引擎抓取工具遵循dofollow链接，换句话说，它们会继续抓取它们通过标准链接发现的其他页面。dofollow链接传递了SEO社区通常所说的“链接汁”。链接是对质量的投票。通过了解经常链接到哪些网页，搜索引擎可以确定网站在搜索结果中的排名。链接只是众多排名因素之一。相比之下，nofollow链接有一些代码要求搜索引擎不抓取它们或将它们视为质量投票。但有时可能无法保证到网站上的所有链接，特别是如果用户提交或链接到广告。
粗体是由HTML中的nofollow实现：
```
<a rel="nofollow" href="http://example.com">范例</a>

```

dofollow值只是一个描述符，因为HTML中不存在rel属性的dofollow值。因此，dofollow链接在技术上相当于任何不具有nofollow值的rel属性的链接。

## 示例
```
<a href="http://example.com">范例</a>

```

除非网站设置正在更改用户添加的代码，否则在创建新链接以使其成为dofollow链接时，用户无需执行任何操作。